# Gorica pri Slivnici
Gorica pri Slivnici (phát âm [ɡɔˈɾiːtsa pɾi ˈsliːu̯nitsi]) là một ngôi làng, và là một trong những khu dân cư đông đúc nhất thuộc đô thị tự trị Šentjur, miền đông Slovenia. Khu định cư, cũng như toàn bộ đô thị này, được bao gồm trong vùng thống kê Savinja, mà nó nằm trong phân vùng Slovenia của Công quốc lịch sử Styria.

## Tên gọi
Tên gọi của khu định cư từng được đổi từ Gorica thành Gorica pri Slivnici vào năm 1953.

## Nhà thờ

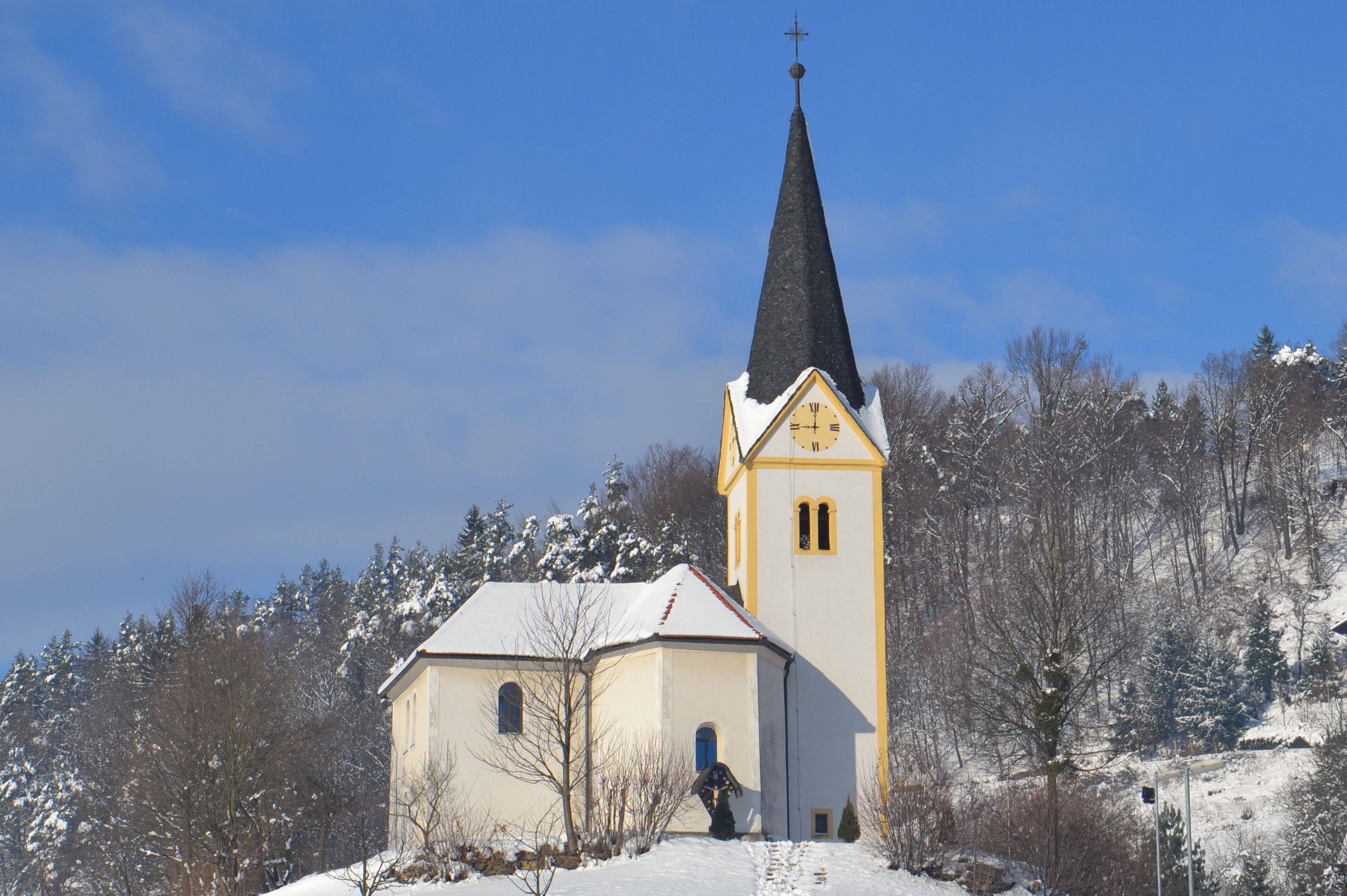
Nhà thờ St. Urban

Nhà thờ địa phương được xây dựng để hiến dâng cho Thánh Urban và thuộc về giáo xứ của Slivnica pri Celju. Nó có niên đại từ đầu thế kỷ thứ 17 và được thánh hiến vào năm 1621. Vào thế kỷ thứ 19, nó được xây dựng lại một phần và được dựng vòm.